# فهد السالم الصباح
فهد السالم الصباح (1909 - 16 يونيو 1959)؛ هو أحد أبناء حاكم الكويت التاسع الشيخ سالم المبارك الصباح. شغل منصب وزير المواصلات (1956-1959).

## حياته
تلقى علومه الأولية في المدرسة المباركية، وبعام 1924 اُبتعث إلى كلية الإمام الأعظم في بغداد، وبعدها التحق في الجامعة الأميركية في بيروت.
عين رئيسا لأول إدارة برق وهاتف في الكويت بعد تأميمها عام 1956، عمل على جلب عدد من الخبراء من أجل تخطيط مستقبل الاتصالات وتنظيم أعمالها، وخلال فترة توليه الوزارة اندمجت إدارة البريد مع ادارتي البرق والهاتف في عام 1958 لتصبح "البريد والبرق والهاتف". كما شهد عهده توسعة شبكة الهاتف وتركيب عدد من المحولات في مناطق خارجية مثل السالمية، وافتتاح مكتب بريد الصفاة.

## المناصب
- رئيس مجلس الإنشاء والتعمير.
- رئيس دائرة الأشغال العامة.
- رئيس دائرة الصحة العامة.
- رئيس بلدية الكويت.
- في عام 1952 تولى رئاسة دائرة البريد والبرق والهاتف ، واستمر بهذا المنصب حتى وفاته.

## حياته العائلية
تزوج من:
- فاطمة منير الملاح.[3]
- الشيخة لولوة الناصر المبارك الصباح.
- الشيخة بدرية السعود المحمد الصباح. (توفيت 29 يوليو 2010).[4]

ولديه من الأبناء:
- الشيخة لطيفة الفهد السالم الصباح.
- الشيخة لولوة فهد السالم الصباح.
- الشيخ علي فهد السالم الصباح. (توفي في 25 أغسطس 2021).[6]
- الشيخة فاطمة فهد السالم الصباح.
- الشيخة آمنة فهد السالم الصباح.
- الشيخ سالم فهد السالم الصباح.
- الشيخة إيمان فهد السالم الصباح.
- الشيخ مبارك فهد السالم الصباح.
- الشيخة هدى فهد السالم الصباح.